# Chris Kneifel
Chris Kneifel (ur. 23 kwietnia 1961 w Chicago) – amerykański kierowca wyścigowy.

## Kariera
Karierę rozpoczął w 1979. W latach 1982–1984 wziął udział w 19 wyścigach CART Series. Jego najlepszym wynikiem było ósme miejsce, które osiągnął trzy razy (Pocono, Las Vegas 1983, Portland 1984).
Dwukrotnie startował w Indianapolis 500; jest ostatnim kierowcą, któremu udało się zakwalifikować do tego wyścigu, osiągając średnią prędkość mniejszą niż 200 mil na godzinę (1984).
Od sezonu 1985 przesiadł się do samochodów sportowych, najpierw Trans-Am, a później American Le Mans Series. W 2001 zwyciężył w 24-godzinnym wyścigu na torze Daytona.
W latach 2001–2004 pełnił funkcję kierownika wyścigów (Chief Steward) CART.
Zaangażowany w system poprawy bezpieczeństwa wyścigów samochodowych. W latach 2001–2006 należał do Komisji ds. Torów Wyścigowych FIA.
Jeden z najwyższych kierowców wyścigowych w historii; mierzy 198 cm.

## Starty w Indianapolis 500
| Rok  | Nadwozie | Silnik   | Start | Wynik | Uwagi |
| ---- | -------- | -------- | ----- | ----- | ----- |
| 1983 | Primus   | Cosworth | 25    | 12    |       |
| 1984 | Primus   | Cosworth | 33    | 15    |       |